# Кулеметні гнізда типу «Барбет» (КиУР)

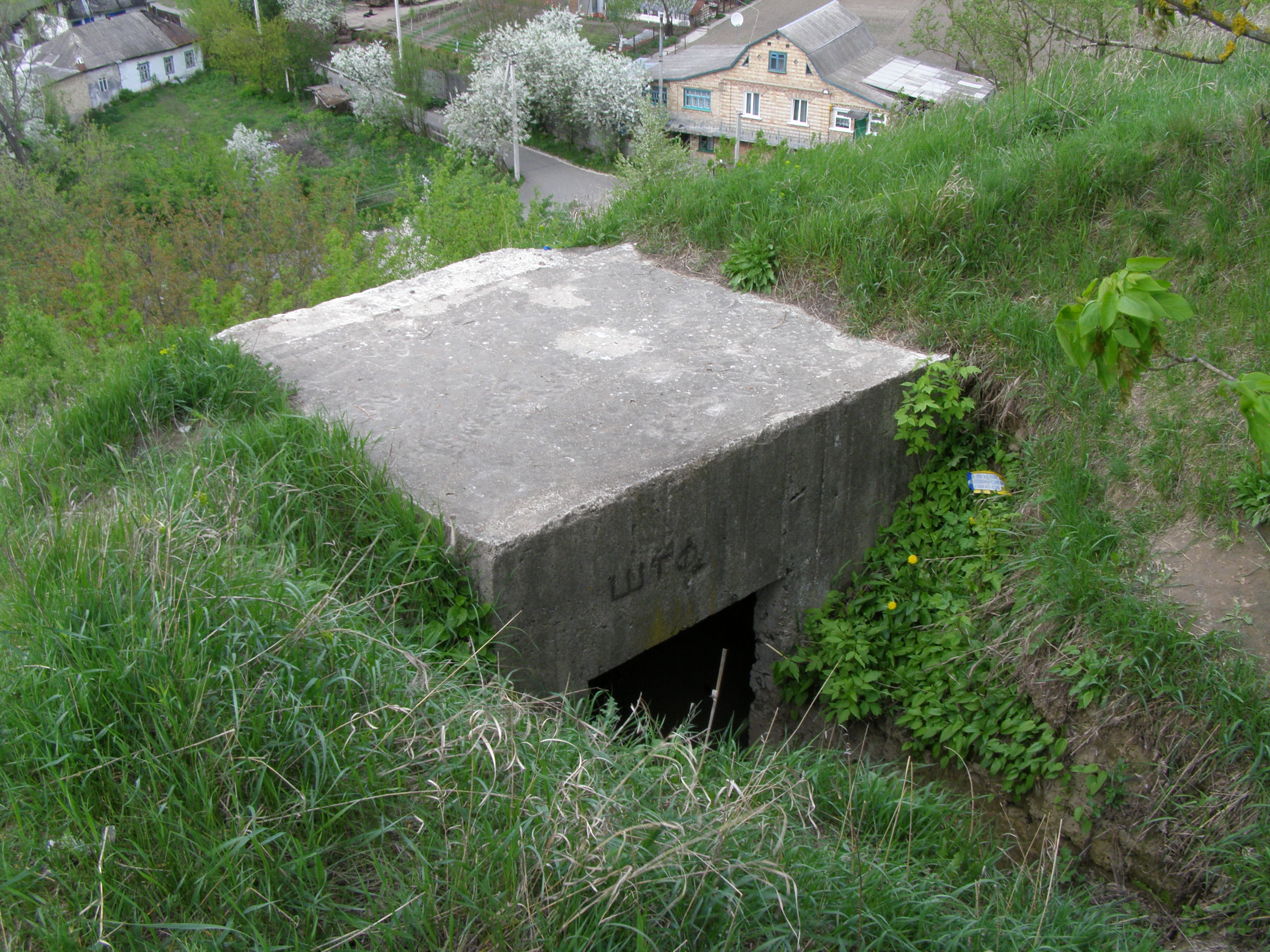
Кулеметне гніздо типу «Барбет» № 381, КиУР. Вид з тилу.

Кулеметне гніздо типу «Барбет» - різновид довготривалих оборонних точок (ДОТ), що входили до складу першої лінії оборони Київського укріпленого району. Їх будували виключно у районі села Білогородки.

## Опис

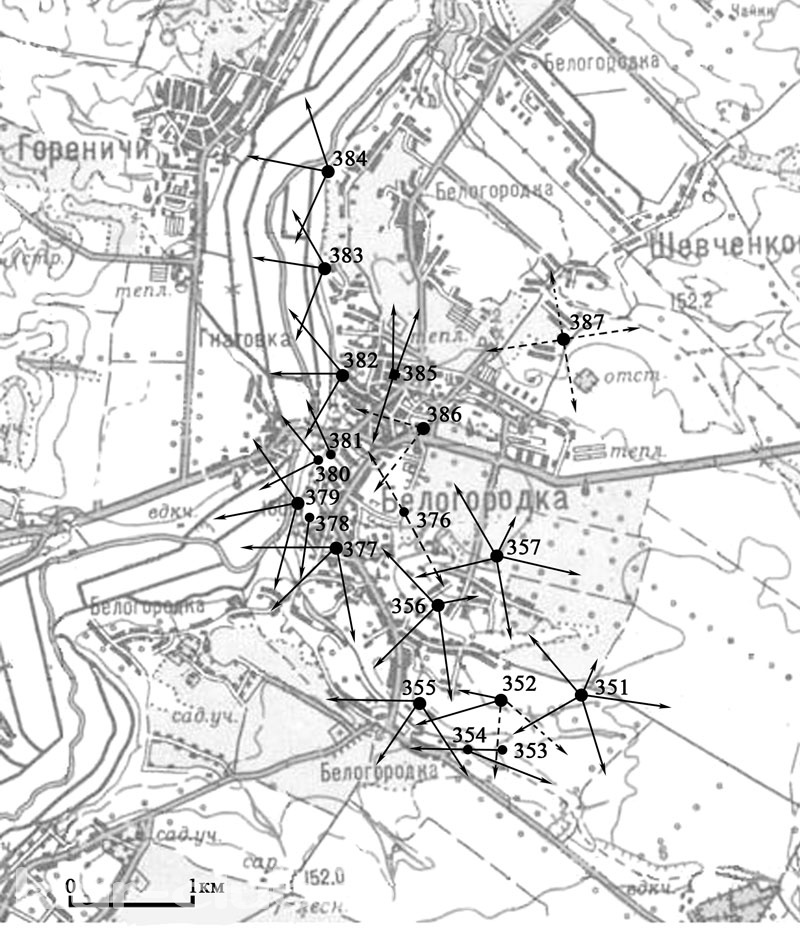
Гнізда типу «Барбет» №№ 376, 378, 380, 381 у системі оборони 20-го БРО КиУР

Залізобетонні споруди цього типу побудовано у 1932 - 1935 роках. Вони існували виключно у 20-му батальйонному районі оборони (БРО) КиУРа, що прикривав район села Білогородка. Це були найпростіші вогневі точки з 1 чи 2 амбразурами у єдиному казематі без внутрішнього обладнання окрім дерев'яних столів, на яких встановлювали станкові або ручні кулемети. У задній частині розташовувався повністю відкритий вхід. Товщина перекриття та передньої стіни сягала 30 - 32 см., а бокових стін - 18 см.

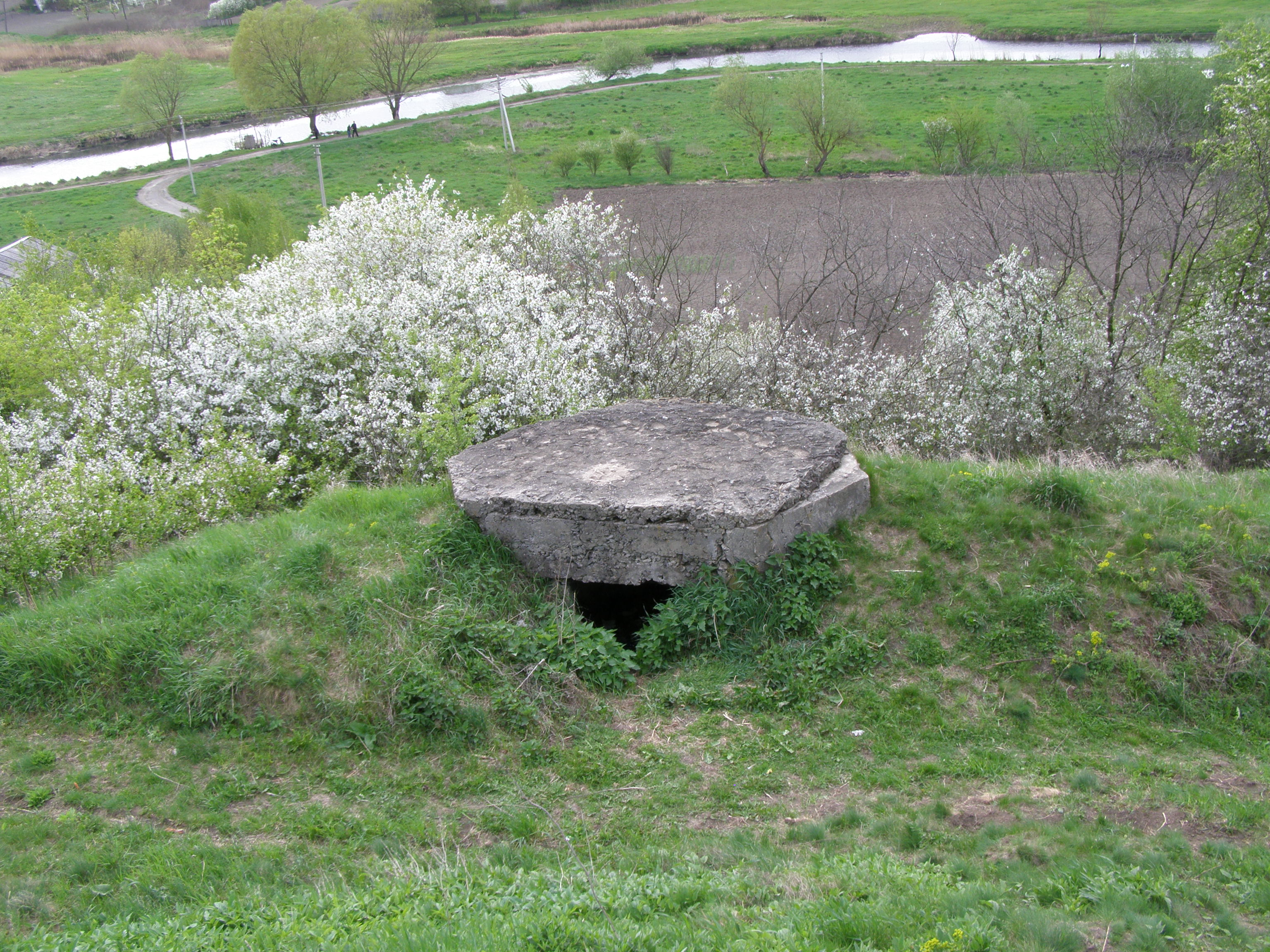
Кулеметне гніздо типу «Барбет» № 380, КиУР. Вид з тилу.

2-амбразурні «Барбети» вдало розташовано у глибині оборони для прикриття ділянок між більш масивними ДОТ. А 1-амбразурні «Барбети» побудовано безпосредньо на передньому краї укріпрайону на схилах річки Ірпінь. Усього існує 4 таких споруди.
Головний недолік «Барбетів» - це нічим не прикритий вхід. Близький розрив міни або снаряда міг повністю вибити гарнізон споруди осколками або ударною хвилею.

## Служба
Гнізда типу «Барбет» разом із іншими оборонними спорудами 20-го батальйонного району оборони забезпечили надійне прикриття Білогородки. Завдяки цьому радянська сторона створила східніше Білогородки сильне артилерійське угруповання, яке постійно вело небезпечний фланкуючий вогонь по німецьких військах, що наступали на ділянці Віта-Поштова - Хотів - Конча-Заспа з метою захопити Київ, і цим сприяло відбиттю першого штурму КиУР та міста Київ. А супротивник у свою чергу не наважувався штурмувати ділянку 20-го БРО. Таким чином будівництво «Барбетів», як і всього 20-го БРО, повністю виправдалося. Під час другого штурму КиУР, що розпочався 16 вересня 1941 року, «Барбети» не мали бойового контакту із супротивником. Вдень 18 вересня війська 37-ї армії Південно-Західного фронту розпочали за наказом відхід з КиУРа та міста Київ. Гарнізони ДОТ КиУР належали до останніх, хто відходив на лівий берег Дніпра. Вдень 19 вересня передові загони 71-ї піхотної дивізії німців зайняли територію 20-го БРО без бою, затримуючи лише дезертирів-червоноармійців та перебіжчиків.